# Oktawia Młodsza
Octavia Minor (ur. ok. 66 p.n.e. w Noli, zm. 11 p.n.e. w Rzymie) – jedyna córka Gajusza Oktawiusza (Gaius Octavius) i jego drugiej żony Atii Starszej (Atia Balba Caesonia). Siostra Gajusza Oktawiusza, po adopcji noszącego nazwisko Gajusza Juliusza Cezara Oktawiana (Gaius Iulius Caesar Octavianus), czyli późniejszego cesarza Augusta. August darzył ją zawsze miłością i szacunkiem i Oktawia miała na niego duży wpływ.

## Wywód przodków
| 4. Gajusz Oktawiusz              |  |                     |  |  |                    |
|                                  |  | 2. Gajusz Oktawiusz |  |  |                    |
| 5. NN                            |  |                     |  |  |                    |
|                                  |  |                     |  |  | 1. Oktawia Młodsza |
| 6. Marek Atiusz Balbus           |  |                     |  |  |                    |
|                                  |  | 3. Atia Starsza     |  |  |                    |
| 7. Julia Młodsza, siostra Cezara |  |                     |  |  |                    |
|                                  |  |                     |  |  |                    |

## Dzieciństwo
W 59 p.n.e. zmarł jej ojciec, a matka ponownie wyszła za mąż za Lucjusza Marcjusza Filipa, konsula w 56 p.n.e.
Oktawia była jedną z najbardziej prominentnych kobiet w historii Rzymu. Cieszyła się respektem i podziwem za lojalność, szlachetność, humanitarność i wierność tradycyjnej rzymskiej roli kobiety, matrony. Większość dzieciństwa spędziła podróżując z rodzicami.

## Małżeństwo z Gajuszem Klaudiuszem Marcellusem
Przed 54 p.n.e. poślubiła Gajusza Klaudiusza Marcellusa, senatora z wpływowej rodziny Klaudiuszów. Ślub musiał się odbyć przed rokiem 54 p.n.e., gdyż Cezar, który był jej ciotecznym dziadkiem, zażądał wówczas, by rozwiodła się z Marcellusem i poślubiła Pompejusza. Zmarła właśnie w połogu żona Pompejusza, Julia, jedyna córka Cezara i proponowane małżeństwo miało podtrzymać poprawne stosunki między Cezarem i Pompejuszem. Ten ostatni odrzucił jednak propozycję, a mąż Oktawii, Marcellus stał się jeszcze gorętszym oponentem Cezara. Po klęsce Pompejańczyków w bitwie pod Farsalos uzyskał jednak przebaczenie od zwycięskiego Cezara i wraz z Oktawią spokojnie żyli w Rzymie aż do śmierci Cezara w idy marcowe 44 p.n.e. Klaudiusz Marcellus zmarł w maju 40 p.n.e. Oktawia urodziła mu trójkę dzieci:Marcelę Starszą, Marcelę Młodszą i Marka Klaudiusza Marcellusa.

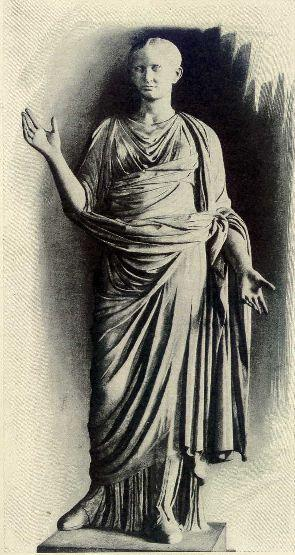
Oktawia Młodsza

W 43 p.n.e. uzyskała u swojego brata Oktawiana łaskę dla Tytusa Winiusza umieszczonego na listach proskrypcyjnych przez triumwirów.

## Małżeństwo z Markiem Antoniuszem
W tym też czasie zmarła Fulwia, żona Antoniusza, więc Oktawian i Antoniusz chcąc scementować zawarte właśnie porozumienie uzgodnili małżeństwo Oktawii z Antoniuszem. Małżeństwo zostało z radością przyjęte we wszystkich kręgach społeczeństwa, a w szczególności w armii, jako zapowiedź i gwarancja trwałego pokoju. Znane było z jednej strony gorące przywiązanie Oktawiana do siostry, a z drugiej strony urok, zalety charakteru i powszechnie podziwiana uroda Oktawii, które miały zapewnić jej wpływ na męża i jego postępowanie. I rzeczywiście w pierwszym okresie – między 40 p.n.e. a 36 p.n.e., gdy żyli z Antoniuszem w Atenach wychowując dzieci Oktawii z Marcellusem, synów i córki Antoniusza z jego wcześniejszego małżeństwa oraz swoje dwie wspólne córki, ten ostatni zapomniał na pewien czas o Kleopatrze, a Oktawia wielokrotnie występowała w roli rozjemcy w narastających nieporozumieniach i sporach męża i brata.
Antoniusza pociągał jednak Wschód, tak wojna z Partami, która miała mu dać przewagę w państwie, jak i pragnienie ponownego spotkania z byłą kochanką, królową Egiptu. Oktawia towarzyszyła początkowo Antoniuszowi w wyprawie, ale po przybyciu na Korkyrę, mąż odesłał ją do brata pod pretekstem niebezpieczeństw wojny. Oktawia wraz z dziećmi wróciła do Rzymu. Po przybyciu do Azji Antoniusz w ramionach Kleopatry zapomniał zarówno o Partach, jak i o żonie. Oktawia, chcąc odzyskać uczucia męża i wpływ na niego, wyruszyła w 35 p.n.e. z Italii zamierzając wspomóc go dodatkowymi oddziałami wojska i zasobami pieniężnymi. Antoniusz nie chciał się jednak spotkać z żoną i po jej przybyciu do Aten wysłał do niej list z żądaniem powrotu do domu. Oktawia usłuchała, lecz była na tyle wspaniałomyślna, że wysłała mu oddziały i pieniądze. Gdy wróciła do Rzymu, August rozkazał siostrze opuścić dom Antoniusza i powrócić do jego domu. Ona jednak odmówiła i, nie chcąc dać pretekstu do wojny, pozostała w posiadłościach męża, gdzie wychowywała młodszego syna Antoniusza i Fulwii wraz z własnymi dziećmi.
W 32 p.n.e., gdy wybuchła wojna, Antoniusz przeprowadził formalny rozwód i ogłosił, że bierze za żonę Kleopatrę VII królową Egiptu, uznając syna jej i Cezara, Cezariona, za legalnego dziedzica Cezara.

## Ostatnie lata życia
Po śmierci Antoniusza Oktawia dalej opiekowała się dziećmi Antoniusza i jego innych żon:Aleksandrem Heliosem, Kleopatrą Selene, Ptolemeuszem Filadelfosem i Jullusem Antoniuszem, nie patrząc na krzywdy doznane od ich ojca. Nie wyszła też po raz trzeci za mąż. August adoptował jej syna Marka i widział w nim swojego dziedzica. Gdy Marek zmarł w 23 p.n.e., Oktawia wycofała się z życia publicznego, do końca pozostając w żałobie i w ukryciu.
Według Seneki Oktawia przez resztę życia opłakiwała syna i nic jej nie mogło pocieszyć. Nie chciała mieć żadnego portretu syna i nie pozwalała wymieniać jego imienia w swojej obecności. Z nienawiścią odnosiła się do innych kobiet, w tym do Liwii, których synowie żyli. Pogrążona w żałobie i samotności odrzucała wszelkie próby, czy to uhonorowania Marcellusa, czy to jej pocieszenia. Swetoniusz w „Życiu Wergiliusza” (praca, która przetrwała w komentarzach Donata) opowiada o tym, jak to podczas odczytywania fragmentów „Eneidy” obecna przy tym Oktawia zasłabła w momencie, gdy w poemacie była mowa o Marcellusie. Zmarła w 11 p.n.e. August nakazał wystawienie jej ciała na widok publiczny w świątyni Juliusza i sam wygłosił tam mowę pogrzebową. Drugą mowę pogrzebową wygłosił zięć Druzus na Rostrach. Pogrzeb miał charakter państwowy, senatorowie wystąpili w żałobnych szatach. Uchwalono wiele zaszczytów, choć niektórych nie zaakceptował August. Została pochowana w Mauzoleum Augusta.

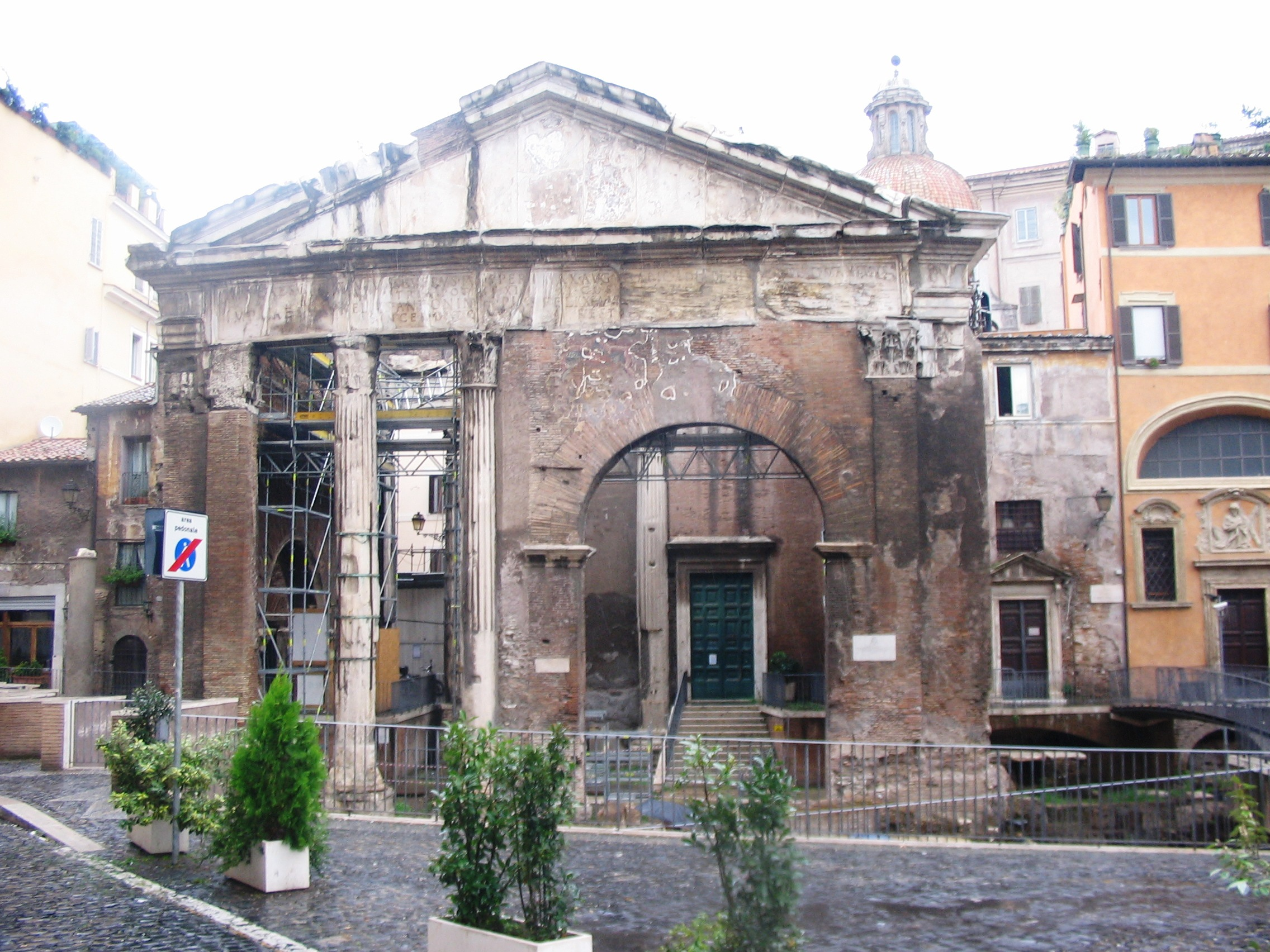
Dzisiejszy wygląd Portyku Oktawii.

Jedna z najważniejszych budowli wzniesiona za panowania Augusta, portyk Oktawii (Porticus Octaviae), została nazwana na cześć jego siostry.

## Potomkowie Oktawii
Małżeństwa i dzieci Oktawii oraz drzewo genealogiczne niektórych z jej potomków (od Oktawii pochodziła większość osób z rodu julijsko-klaudyjskiego, w tym cesarze Kaligula, Klaudiusz i Neron):
| Oktawia Młodsza                                              |
| \| 1. Gajusz Klaudiusz Marcellus \| \| 2. Marek Antoniusz \| |
| 1. Gajusz Klaudiusz Marcellus                                |
| 2. Marek Antoniusz                                           |

| 1. Gajusz Klaudiusz Marcellus |
| 2. Marek Antoniusz            |

| Marek Klaudiusz Marcellus |
| \| 1. Julia \|            |
| 1. Julia                  |

| 1. Julia |

| Marcela Starsza                                 |
| \| 1. Marek Agrypa \| \| 2. Jullus Antoniusz \| |
| 1. Marek Agrypa                                 |
| 2. Jullus Antoniusz                             |

| 1. Marek Agrypa     |
| 2. Jullus Antoniusz |

| Marcela Młodsza                           |
| \| 1. Marek Waleriusz Messala Appianus \| |
| 1. Marek Waleriusz Messala Appianus       |

| 1. Marek Waleriusz Messala Appianus |

| Antonia Starsza                        |
| \| 1. Lucjusz Domicjusz Ahenobarbus \| |
| 1. Lucjusz Domicjusz Ahenobarbus       |

| 1. Lucjusz Domicjusz Ahenobarbus |

| Antonia Młodsza   |
| \| 1. Druzus I \| |
| 1. Druzus I       |

| 1. Druzus I |

| Wipsania Marcela Agrypina            |
| \| 1. Publiusz Kwinktyliusz Warus \| |
| 1. Publiusz Kwinktyliusz Warus       |

| 1. Publiusz Kwinktyliusz Warus |

| Klaudia Pulchra                      |
| \| 1. Publiusz Kwinktyliusz Warus \| |
| 1. Publiusz Kwinktyliusz Warus       |

| 1. Publiusz Kwinktyliusz Warus |

| Marek Waleriusz Messala Barbatus |
| \| 1. Domicja Lepida \|          |
| 1. Domicja Lepida                |

| 1. Domicja Lepida |

| Gnejusz Domicjusz Ahenobarbus |
| konsul w 32 n.e.              |
| \| 1. Agrypina Młodsza \|     |
| 1. Agrypina Młodsza           |

| 1. Agrypina Młodsza |

| Domicja                                   |
| \| 1. Gajusz Salustiusz Kryspus Pasjen \| |
| 1. Gajusz Salustiusz Kryspus Pasjen       |

| 1. Gajusz Salustiusz Kryspus Pasjen |

| Domicja Lepida |

| Klaudia Julia Liwilla                                   |
| \| 1. Gajusz Juliusz Cezar \| \| 2. Druzus II Kastor \| |
| 1. Gajusz Juliusz Cezar                                 |
| 2. Druzus II Kastor                                     |

| 1. Gajusz Juliusz Cezar |
| 2. Druzus II Kastor     |

| Germanik                  |
| konsul 12 n.e.            |
| \| 1. Agrypina Starsza \| |
| 1. Agrypina Starsza       |

| 1. Agrypina Starsza |

| Klaudiusz                                                                                      |
| \| 1. Plaucja Urgulanilla \| \| 2. Elia Petyna \| \| 3. Messalina \| \| 4. Agrypina Młodsza \| |
| 1. Plaucja Urgulanilla                                                                         |
| 2. Elia Petyna                                                                                 |
| 3. Messalina                                                                                   |
| 4. Agrypina Młodsza                                                                            |

| 1. Plaucja Urgulanilla |
| 2. Elia Petyna         |
| 3. Messalina           |
| 4. Agrypina Młodsza    |

| Messalina          |
| \| 1. Klaudiusz \| |
| 1. Klaudiusz       |

| 1. Klaudiusz |

| Neron                                                               |
| cesarz                                                              |
| \| 1. Oktawia \| \| 2. Poppea Sabina \| \| 3. Statilia Messalina \| |
| 1. Oktawia                                                          |
| 2. Poppea Sabina                                                    |
| 3. Statilia Messalina                                               |

| 1. Oktawia            |
| 2. Poppea Sabina      |
| 3. Statilia Messalina |

| Klaudiusz Neron       |
| \| 1. Julia Helena \| |
| 1. Julia Helena       |

| 1. Julia Helena |

| Druzus III             |
| \| 1. Emilia Lepida \| |
| 1. Emilia Lepida       |

| 1. Emilia Lepida |

| Kaligula |
| cesarz   |

| Agrypina Młodsza                                          |
| \| 1. Gnejusz Domicjusz Ahenobarbus \| \| 2. Klaudiusz \| |
| 1. Gnejusz Domicjusz Ahenobarbus                          |
| 2. Klaudiusz                                              |

| 1. Gnejusz Domicjusz Ahenobarbus |
| 2. Klaudiusz                     |

| Julia Druzylla                                                    |
| \| 1. Lucjusz Kasjusz Longinus \| \| 2. Marek Emiliusz Lepidus \| |
| 1. Lucjusz Kasjusz Longinus                                       |
| 2. Marek Emiliusz Lepidus                                         |

| 1. Lucjusz Kasjusz Longinus |
| 2. Marek Emiliusz Lepidus   |

| Julia Liwilla            |
| \| 1. Marek Winicjusz \| |
| 1. Marek Winicjusz       |

| 1. Marek Winicjusz |

| Druzus IV |

| Klaudia Antonia                                                           |
| \| 1. Gnejusz Pompejsz Magnus \| \| 2. Faustus Korneliusz Sulla Feliks \| |
| 1. Gnejusz Pompejsz Magnus                                                |
| 2. Faustus Korneliusz Sulla Feliks                                        |

| 1. Gnejusz Pompejsz Magnus         |
| 2. Faustus Korneliusz Sulla Feliks |

| Oktawia        |
| \| 1. Neron \| |
| 1. Neron       |

| 1. Neron |

| Brytanik |